# Caloplaca lagunensis
Caloplaca lagunensis är en lavart som beskrevs av Wetmore. Caloplaca lagunensis ingår i släktet orangelavar och familjen Teloschistaceae.   Inga underarter finns listade i Catalogue of Life.